# اخترشناس

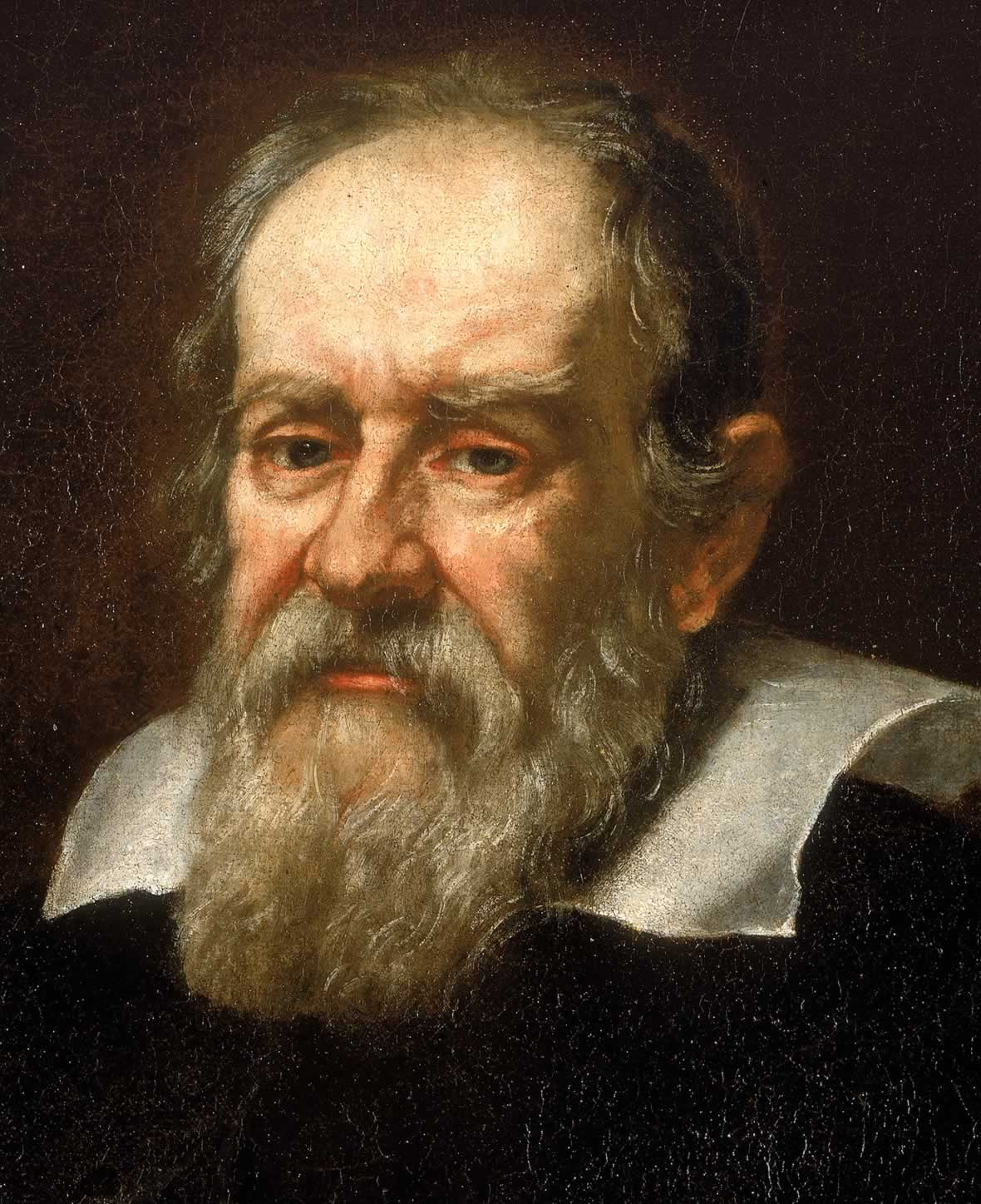
از گالیلئو گالیله به عنوان پدر اخترشناسی نوین نام برده می‌شود.

اَخترشناس، ستاره‌شناس یا مُنَجّمْ، دانشمندی است که روی اجرام آسمانی مانند ستارگان، سیارات و کهکشان‌ها مطالعه می‌کند.
ستاره‌شناسی یا اخترشناسی، در گروه علومی قرار دارد که با تحقیق، توضیح و مشاهدهٔ وقایعی که خارج از زمین و جو آن رخ می‌دهد درگیر است. این علم منشأ پیدایش و خواص فیزیکی و شیمیایی اشیایی که قابل در آسمان بوده (و خارج از زمین قرار دارد) و همین‌طور فرایندهای منتجه از آنها را مطالعه می‌کند.
اخترشناسان کنونی معمولاً تا مقطع پسادکترا در رشتهٔ فیزیک یا اخترشناسی ادامه تحصیل می‌دهند و سپس در مراکز تحقیقاتی یا دانشگاه‌ها استخدام می‌شوند.
از اخترشناسان مشهور ایرانی در دوران طلایی اسلام می‌توان به ابوریحان بیرونی و حاسب طبری (آملی) و خواجه نصیرالدین توسی (سازندهٔ زیج توسی) اشاره کرد.